# Communauté de communes du Pays-de-Saint-Fulgent-les-Essarts
La communauté de communes du Pays-de-Saint-Fulgent-les-Essarts, appelée couramment « Pays-de-Saint-Fulgent-les-Essarts », est une intercommunalité à fiscalité propre française située dans le département de la Vendée et la région des Pays-de-la-Loire.
Créée le 1er janvier 2017, elle résulte de la fusion de la communauté de communes du Pays-de-Saint-Fulgent et de celle du Pays-des-Essarts.

## Histoire
Dans le cadre de la loi du 7 août 2015 portant nouvelle organisation territoriale de la République (Notre), le Gouvernement élève à 15 000 habitants le seuil des intercommunalités à fiscalité propre dans le but d’obtenir des territoires plus cohérents, adaptés aux « bassins de vie » et dotés d’une capacité de mutualisation plus importante.
La communauté de communes du Pays-des-Essarts, dotée de 13 248 habitants au recensement de 2013, était contrainte à s’associer avec une communauté de communes voisine. Aussi, à la suite du processus de création de la commune nouvelle d’Essarts-en-Bocage, Saint-Martin-des-Noyers et Sainte-Cécile ne souhaitaient pas poursuivre leur avenir intercommunal avec les autres communes, préférant un rattachement avec le Pays-de-Chantonnay. En conséquence, le schéma départemental de coopération intercommunale de la Vendée, proposé par le préfet en mars 2016, suggère une fusion du Pays-des-Essarts avec le Pays-de-Saint-Fulgent (dénommé « Canton-de-Saint-Fulgent » à l’époque) sans les communes de Saint-Martin-des-Noyers et de Sainte-Cécile.
La communauté de communes est créée par un arrêté préfectoral du 16 décembre 2016, avec effet au 1er janvier 2017. Son nom, communauté de communes du Pays-de-Saint-Fulgent-les-Essarts, est soumis à approbation en juillet 2016.
Par un arrêté du 19 octobre 2023 avec effet au 1er janvier 2024, le périmètre de la commune d'Essarts-en-Bocage est réduit et les anciennes communes de L'Oie et de Sainte-Florence restaurées.

## Territoire communautaire

### Géographie
Située au centre-nord-est  du département de la Vendée, dans un territoire marqué du point de vue paysager par le Bocage, la communauté de communes du Pays de Saint-Fulgent - Les Essarts regroupe 10 communes et s'étend sur 324,7 km2.

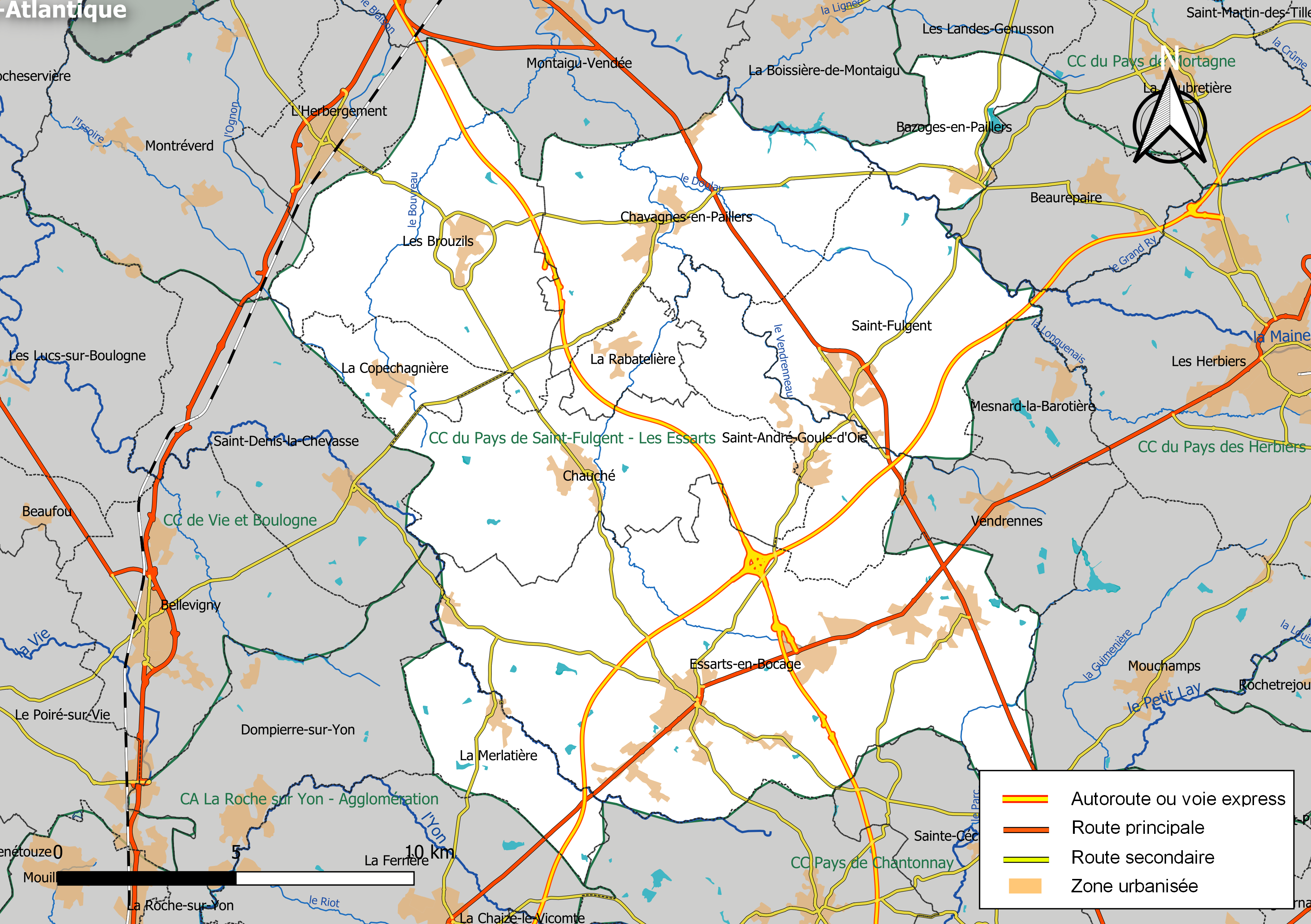
Carte de la communauté de communes du Pays de Saint-Fulgent - Les Essarts au 1er janvier 2019.

### Composition

Limites communales du territoire communautaire.

La communauté de communes est composée des 10 communes suivantes :

| Nom                     | Code Insee | Gentilé          | Superficie (km2) | Population (dernière pop. légale) | Densité (hab./km2) |
| ----------------------- | ---------- | ---------------- | ---------------- | --------------------------------- | ------------------ |
| Saint-Fulgent (siège)   | 85215      | Saint-Fulgentais | 36,82            | 3 924 (2022)                      | 107                |
| Bazoges-en-Paillers     | 85013      | Bazogeais        | 11,45            | 1 551 (2022)                      | 135                |
| Les Brouzils            | 85038      | Brouziliens      | 41,25            | 2 916 (2022)                      | 71                 |
| Chauché                 | 85064      | Chauchéens       | 41,99            | 2 559 (2022)                      | 61                 |
| Chavagnes-en-Paillers   | 85065      | Chavagnais       | 40,57            | 3 648 (2022)                      | 90                 |
| La Copechagnière        | 85072      | Copechagniérois  | 9,68             | 1 047 (2022)                      | 108                |
| Essarts-en-Bocage       | 85084      | Essartois        | 68,47            | 6 835 (2022)                      | 100                |
| La Merlatière           | 85142      | Merlatériens     | 14,86            | 1 010 (2022)                      | 68                 |
| L’Oie                   | 85165      | Oyens            | 14,06            | 1 264 (2022)                      | 90                 |
| La Rabatelière          | 85186      | Rabastos         | 8,26             | 1 018 (2022)                      | 123                |
| Saint-André-Goule-d’Oie | 85196      | Gouldoisiens     | 20,19            | 1 942 (2022)                      | 96                 |
| Sainte-Florence         | 85212      |                  | 17,09            | 1 338 (2022)                      | 78                 |

### Instances administratives
Dépendant administrativement de l’arrondissement de La Roche-sur-Yon, les communes de l’intercommunalité appartiennent aux cantons de Chantonnay et de Montaigu depuis le 2 avril 2015.

## Administration

### Siège
Le siège de la communauté de communauté du Pays-de-Saint-Fulgent-les-Essarts se confond avec celui de la communauté de communes du Pays-de-Saint-Fulgent, situé au 2, rue Jules-Verne, à Saint-Fulgent.

### Conseil communautaire
Selon l’arrêté préfectoral portant établissement du nombre et répartition des délégués du 16 décembre 2016, le conseil communautaire comprend par commune :
| Nombre de délégués                  | Communes                                                                                        |
| ----------------------------------- | ----------------------------------------------------------------------------------------------- |
| 11                                  | Essarts-en-Bocage                                                                               |
| 5                                   | Chavagnes-en-Paillers et Saint-Fulgent                                                          |
| 3                                   | Les Brouzils et Chauché                                                                         |
| 2                                   | Bazoges-en-Paillers, La Copechagnière, La Merlatière, La Rabatelière et Saint-André-Goule-d’Oie |
| Conseil communautaire : 37 membres. |                                                                                                 |

### Présidence
| Période        | Période     | Identité           | Étiquette | Qualité |
| -------------- | ----------- | ------------------ | --------- | --- |
| 5 janvier 2017 | 4 juin 2020 | Wilfrid Montassier | UDI       | Maire de La Rabatelière (2008-2020) Conseiller départemental, élu dans le canton de Montaigu (depuis 2015) |
| 4 juin 2020    | En cours    | Jacky Dallet       | UDI       | Maire de Saint-André-Goule-d’Oie (depuis 2014)                                                             |

## Identité visuelle
La communauté de communes se dote d’un logotype provisoire à compter de janvier 2017. Le 7 mars 2017, le conseil communautaire adopte une identité visuelle définitive, réalisée par Zephyr & Ko.

Logotype provisoire (hiver 2017).
Logotype (depuis mars 2017).